# Kerry King
Kerry Ray King (Los Angeles, 3 giugno 1964) è un chitarrista statunitense, fondatore del gruppo thrash metal Slayer nel 1981.

## Biografia
Nasce da padre collaudatore di aerei e madre impiegata di una compagnia telefonica. Presto la famiglia si trasferisce a Burlington, in Ontario, dove King si diploma alla Nelson High School con il titolo di valedictorian.
Inizia a suonare la chitarra in adolescenza, e una volta adulto, si trasferisce a Phoenix, in Arizona, per cercare gruppi in cui suonare.

### Slayer
Dopo un'audizione, nel 1981, insieme al chitarrista Jeff Hanneman, fonda gli Slayer. Il primo album, Show No Mercy verrà finanziato dal padre di King, insieme al bassista del gruppo Tom Araya. Nel 1984, completata la tournée di promozione dell'album, King accetta l'offerta da Dave Mustaine per suonare negli esordienti Megadeth, abbandonandolo poco tempo dopo a causa di divergenze personali con lo stesso frontman.

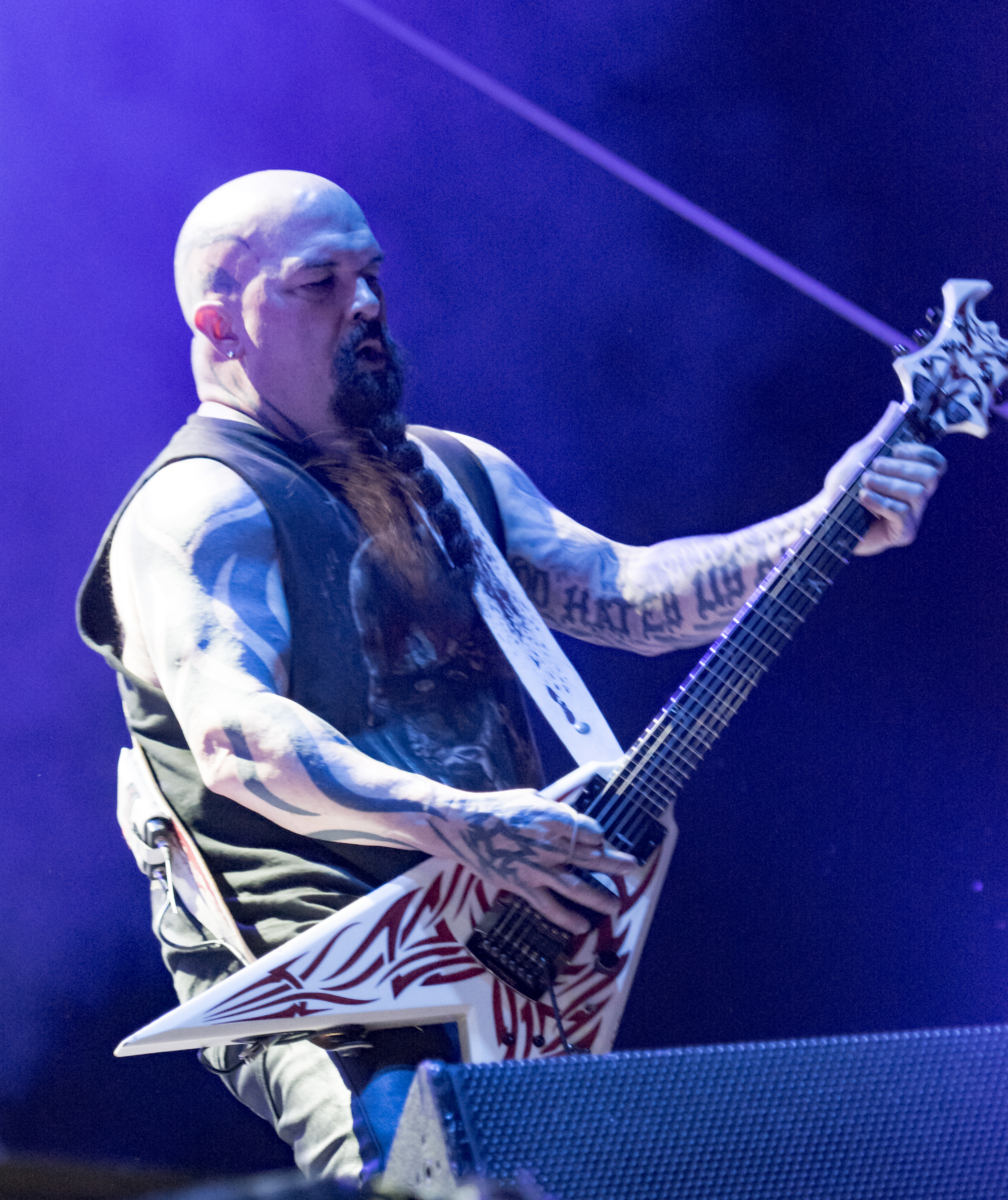
King all'Elbriot 2016

 È anche autore della maggior parte dei testi del gruppo, per lo più incentrati sul satanismo, interesse che egli attribuisce alla sua passione per i film horror. A seguito di continue accuse nei confronti suoi e del gruppo di essere filo-satanici nonché filo-nazisti, King ha dichiarato di non seguire alcuna religione, Satana compreso.

### Altre attività
Appassionato fan della World Wrestling Entertainment, nel 2024 ha inciso il brano Rise for the Night per l'ingresso del wrestler Damian Priest. Il 20 aprile 2025 si è esibito dal vivo a WrestleMania 41, accompagnando l'entrata di Priest.

## Vita privata
Sposato tre volte, ha una figlia, Shyanne Kymberlee, avuta dal primo matrimonio, e attualmente vive con la sua terza moglie. È appassionato di sport, in particolare di wrestling e hockey. Inoltre alleva serpenti, e possiede un'azienda di merchandising, la KFK Industries (KFK sta per Kerry Fuckin' King).

## Stile musicale
Negli anni lo stile musicale di Kerry King è rimasto invariato. Dai primi album degli Slayer fino a South of Heaven incluso, il suo modo di suonare è sempre stato incentrato sulla velocità e sulle dissonanze piuttosto che sulla melodia.
Tra le sue maggiori influenze, cita Judas Priest, Venom, Iron Maiden, Black Sabbath, Deep Purple e Van Halen.

## Discografia

### Da solista
- 2024 – From Hell I Rise

### Con gli Slayer
- 1983 – Show No Mercy
- 1985 – Hell Awaits
- 1986 – Reign in Blood
- 1988 – South of Heaven
- 1990 – Seasons in the Abyss
- 1994 – Divine Intervention
- 1998 – Diabolus in Musica
- 2001 – God Hates Us All
- 2006 – Christ Illusion
- 2009 – World Painted Blood
- 2015 – Repentless

### Collaborazioni
- 1986 – Beastie Boys – No Sleep till Brooklyn (da Licensed to Ill)
- 2000 – Pantera – Goddamn Electric (da Reinventing the Steel)
- 2001 – Rob Zombie – Dead Girl Superstar (da The Sinister Urge)
- 2002 – Hatebreed – Final Prayer (da Perseverance)
- 2002 – Sum 41 – What We're All About
- 2005 – Soulfly – Frontline (da Dark Ages)
- 2010 – Witchery – Witchkrieg (da Witchkrieg)